# Măgirești
Măgireşti é uma comuna romena localizada no distrito de Bacău, na região de Moldávia. A comuna possui uma área de 33.21 km² e sua população era de 4522 habitantes segundo o censo de 2007.